# Neodythemis hildebrandti
Neodythemis hildebrandti is een libellensoort uit de familie van de korenbouten (Libellulidae), onderorde echte libellen (Anisoptera).
De wetenschappelijke naam Neodythemis hildebrandti is voor het eerst geldig gepubliceerd in 1889 door Karsch.